# Gyricon
Gyricon (icona que gira) és una tecnologia per a la creació de paper electrònic, desenvolupat en el Xerox PARC (Palo Alto Research Center), a la ciutat de Palo Alto, situada a Califòrnia.

## Introducció i història
Els investigadors de Xerox duen treballant en Gyricon uns 30 anys, i iniciaren les investigacions l'any 1978. La primera presentació pública va ser realitzada per Bob Sprague, llavors gerent del laboratori de maquinari de PARC, al maig de l'any 1999, on es va mostrar el funcionament del paper electrònic, monocrom inicialment, a Silicon Valley. Al juny d'aquell any, Xerox anunciava un acord amb 3M per a fabricar i comercialitzar de manera massiva el nou Gyricon, però, sorprenentment, després d'aquest teòric acord no se'n va saber res més. Finalment, les dues companyies que inicialment van fer l'acord el 1999, Xerox i 3M, van aconseguir construir amb èxit una pantalla Gyricon de més d'un metre d'ample, i de més de deu metres de llarg, que pot ser enrotllada com a paper de paret, la qual cosa il·lustra el clar potencial d'aquest tipus de pantalles per a reemplaçar els anuncis virolats i rètols de neó que tots coneixem.

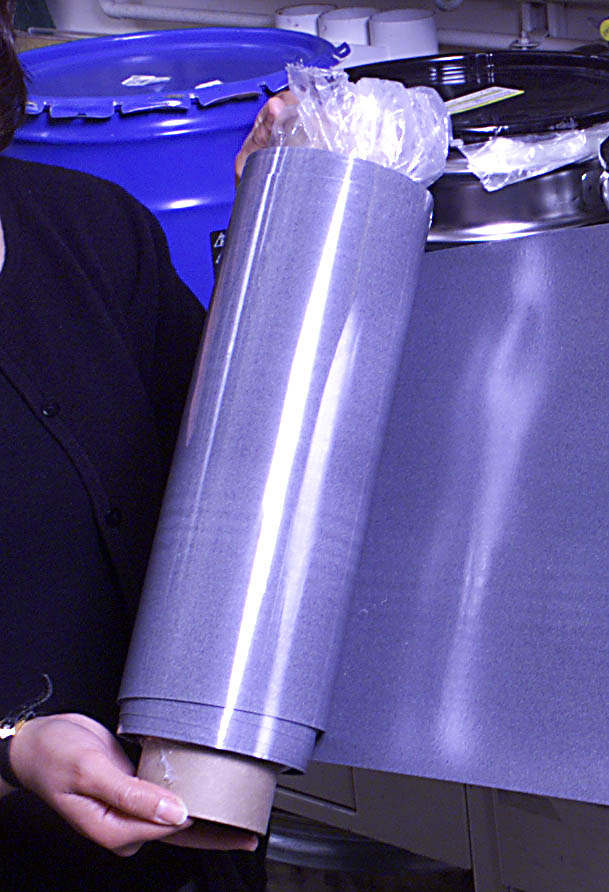
Paper Gyricon enrotllat.

## Característiques i funcionament
Gyricon és un dispositiu molt simple i no més gruixut que una pila de set fulls de paper. Moltes pantalles planes contenen 6 o més capes de material normalment fràgil com el vidre; contràriament, Gyricon està construït de 3 capes de polímers flexibles i una quarta capa opcional d'elèctrodes. Dues d'aquestes capes només són per a contenir la capa del mig, on es troben els milions de petites esferes de plàstic biacolorides, acoblades a les partícules de tòner i amb una mitja esfera de color blanc i l'altra mitja esfera de color negre, carregades elèctricament, que són els píxels de Gyricon. Aquestes petites esferes suren en una solució oliosa continguda també en la capa intermèdia del paper electrònic.
En aplicar una càrrega elèctrica a una part d'una pantalla Gyricon, les petites esferes de plàstic giren 180 graus i es queden fixes a la part superior de la capa, i encenen el píxel. Després d'aplicar una segona càrrega, l'esfera gira novament 180 graus i torna a la posició original. En aquesta característica rau la seva potencial utilitat i el tremend estalvi d'energia que generen, ja que Gyricon no requereix que els píxels siguin refrescats cada pocs mil·lisegons; els píxels romanen en un estat concret fins que se'ls obliga a canviar aplicant-hi una càrrega en una regió determinada.

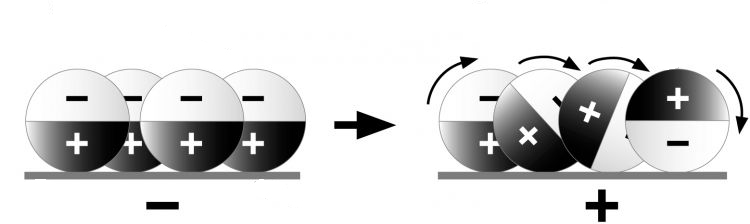
Boles de Gyricon carregades electrònicament.

## Avantatges i avenços
Els avantatges que introduïx aquesta nova tecnologia són innombrables, tant en el món de la tecnologia com en el món de la sostenibilitat.
Els aparells CRT, que desapareixeran aviat, com els LCD i els de plasma, necessiten un flux d'electricitat gairebé constant per a refrescar la imatge a la pantalla (encara que la imatge hi estigui fixa). Amb Gyricon, l'estalvi energètic és molt gran, ja que solament necessita energia perquè les petites boles de plàstic girin, ja que després no necessiten energia constant per a mantenir la imatge. Això dona als programadors intel·ligents l'oportunitat de concentrar-se en àrees específiques de la pantalla per canviar-la, i deixar-ne la resta sense tocar. Aquesta aproximació de baixa energia, i la baixa amplada de banda que requereix, pot tenir grans recompenses en el món de la computació portàtil, i permet la creació de grans pantalles amb un cost molt reduït. Un gran avantatge és que Gyricon no necessita retroil·luminació com ara les LCD, i això fa reduir-ne encara més el consum energètic. Aquestes dues característiques sobre la reducció del consum energètic fan que la despesa d'energia de la tecnologia Gyricon sigui menor que la d'un walkman.

## Futur
Xerox, la companyia que està desenvolupant Gyricon, conjuntament amb Fuji, presenta un nou prototip flexible, en el qual es pot realitzar escriptura òptica en color. La grandària d'aquest prototip és el d'un full A6 (105 x148 mm), amb una grossor de 0,4 mm. Se'n pot escriure a sobre com si es tractés d'un paper convencional, ja que els traços s'hi actualitzen en menys d'un segon. 

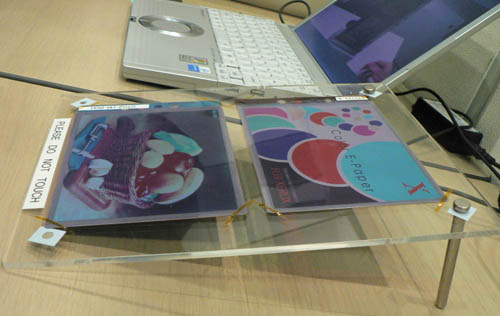
Prototips d'e-paper en color de Fuji-Xerox.

Està dividit en 3 capes, cadascuna d'aquestes amb els colors primaris (vermell, verd i blau) en una estructura de cristall líquid de polímer dispersat, controlades per fotoreceptors orgànics; és a dir, que pot mostrar una imatge a tot color.